# Ground Zero: Texas
Ground Zero: Texas est un jeu vidéo d'action en Full motion video (sous forme de film interactif) sorti en 1993 sur Mega-CD. Le jeu a été développé par Digital Pictures et édité par Sony Imagesoft. Ground Zero: Texas est un jeu de tir à la première personne.